# Psaume 61 (60)

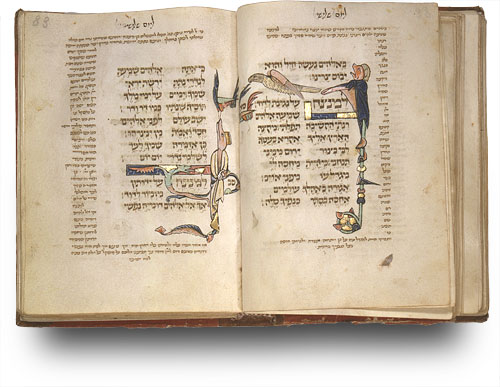
Psaume 61.

Le psaume 61 (60 selon la numérotation grecque) est attribué au roi d'Israël David. Il est appelé en latin Exaudi Deus.

## Texte
| verset | original hébreu                                      | traduction française de Louis Segond                                                                     | Vulgate latine                                                                            |
| ------ | ---------------------------------------------------- | --- | ----------------------------------------------------------------------------------------- |
| 1      | לַמְנַצֵּחַ עַל-נְגִינַת לְדָוִד                                  | [Au chef des chantres. Sur instruments à cordes. De David.]                                              | [In finem in hymnis David]                                                                |
| 2      | שִׁמְעָה אֱלֹהִים, רִנָּתִי; הַקְשִׁיבָה, תְּפִלָּתִי                      | Ô Dieu ! écoute mes cris, sois attentif à ma prière !                                                    | Exaudi Deus deprecationem meam intende orationi meae                                      |
| 3      | מִקְצֵה הָאָרֶץ, אֵלֶיךָ אֶקְרָא-- בַּעֲטֹף לִבִּי;בְּצוּר-יָרוּם מִמֶּנִּי תַנְחֵנִי | Du bout de la terre je crie à toi, le cœur abattu ; conduis-moi sur le rocher que je ne puis atteindre ! | A finibus terrae ad te clamavi dum anxiaretur cor meum in petra exaltasti me deduxisti me |
| 4      | כִּי-הָיִיתָ מַחְסֶה לִי; מִגְדַּל-עֹז, מִפְּנֵי אוֹיֵב                  | Car tu es pour moi un refuge, une tour forte, en face de l’ennemi.                                       | Quia factus es spes mea turris fortitudinis a facie inimici                               |
| 5      | אָגוּרָה בְאָהָלְךָ, עוֹלָמִים; אֶחֱסֶה בְסֵתֶר כְּנָפֶיךָ סֶּלָה             | Je voudrais séjourner éternellement dans ta tente, me réfugier à l’abri de tes ailes. [Pause]            | Inhabitabo in tabernaculo tuo in saecula protegar in velamento alarum tuarum [diapsalma]  |
| 6      | כִּי-אַתָּה אֱלֹהִים, שָׁמַעְתָּ לִנְדָרָי; נָתַתָּ יְרֻשַּׁת, יִרְאֵי שְׁמֶךָ         | Car toi, ô Dieu ! tu exauces mes vœux, tu me donnes l’héritage de ceux qui craignent ton nom.            | Quoniam tu Deus meus exaudisti orationem meam dedisti hereditatem timentibus nomen tuum   |
| 7      | יָמִים עַל-יְמֵי-מֶלֶךְ תּוֹסִיף; שְׁנוֹתָיו, כְּמוֹ-דֹר וָדֹר            | Ajoute des jours aux jours du roi ; que ses années se prolongent à jamais !                              | Dies super dies regis adicies annos eius usque in diem generationis et generationis       |
| 8      | יֵשֵׁב עוֹלָם, לִפְנֵי אֱלֹהִים; חֶסֶד וֶאֱמֶת, מַן יִנְצְרֻהוּ            | Qu’il reste sur le trône éternellement devant Dieu ! Fais que ta bonté et ta fidélité veillent sur lui ! | Permanet in aeternum in conspectu Dei misericordiam et veritatem quis requiret eius       |
| 9      | כֵּן אֲזַמְּרָה שִׁמְךָ לָעַד-- לְשַׁלְּמִי נְדָרַי, יוֹם יוֹם               | Alors je chanterai sans cesse ton nom, en accomplissant chaque jour mes vœux.                            | Sic psalmum dicam nomini tuo in saeculum saeculi ut reddam vota mea de die in diem        |

## Usages liturgiques

### Dans le judaïsme
Le psaume 61 est récité à Hoshanna Rabba. On trouve aussi le verset 5 du psaume dans la amida de Rosh Hashanah.

### Dans le christianisme

#### Chez les catholiques
Auprès des monastères, ce psaume était traditionnellement récité ou chanté lors de la célébration de matines du mercredi,, selon la règle de saint Benoît fixée vers 530.
Dans la liturgie des Heures actuelle, le psaume 61 est chanté ou récité à l’office du milieu du jour du samedi de la deuxième semaine.